# Dangutė
Dangutė ist ein litauischer  weiblicher Vorname, abgeleitet von dangus (dt. „Himmel“).

## Namensträgerinnen
- Dangutė Ambrasienė-Sadaunykaitė (* 1953), Richterin am Litauischen Obersten Gericht, Professorin der Mykolas-Romer-Universität
- Dangutė Mikutienė (*  1966),  Politikerin, Mitglied des Seimas